# Krieg im Weltenraum
Krieg im Weltenraum (japanischer Originaltitel UCHU DAI SENSO, Alternativtitel Duell in der Galaxis) ist ein japanischer Science-Fiction-Film von Inoshiro Honda von 1959.

## Handlung
Auf dem irdischen Mond haben Bewohner des (fiktiven) Planeten Natal einen Stützpunkt errichtet und greifen mit ihren fliegenden Untertassen die Erde an. Japan organisiert eine internationale Abwehr und entsendet ein Raumschiff zum Mond, um die außerirdische Zentrale zu zerstören. Da ein Besatzungsmitglied von den Fremden geistig übernommen und von ihnen gelenkt wird, gerät die Mission in Gefahr. Schließlich gelingt es den irdischen Kräften, die Raumflotte der Nataler mit neu entwickelten Waffen zu besiegen, indem ihr Mutterschiff vernichtet wird. Vorher wurden von den Natalern jedoch einige Großstädte mit Waffengewalt verwüstet.

## Rezeption
- Lexikon des internationalen Films: „Trivialer, überwiegend langweiliger Science-Fiction-Film, der die für damalige Zeiten durchaus geschickte Tricktechnik mit pseudowissenschaftlichen Phrasen und utopischem Unsinn zu einem naiven Zukunftsszenario verbindet.“[2]

## Trivia
Ausschnitte des Films wurden von dem ZDF-Redakteur Peter G. Westphal für seine Dokumentation Invasion aus dem Kosmos? benutzt, die am 6. November 1967 im ZDF aus Anlass des 7. Internationalen UFO-Kongresses in Mainz ausgestrahlt wurde.